# Channa argus
La testa di serpente settentrionale (Channa argus Cantor, 1842) è un pesce osseo della famiglia dei Channidae.

## Distribuzione
La specie, con due sottospecie (Channa argus argus e Channa argus warpachowskii), è originaria dei grandi fiumi a corso lento della Cina orientale e della Manciuria. Nel corso dei secoli, essa è stata inoltre introdotta a scopo alimentare in numerosi fiumi dell'Asia centrale e del Giappone: a più riprese, inoltre, questo animale è stato introdotto negli Stati Uniti, dove si è moltiplicata al punto di diventare nociva, in quanto l'assenza di predatori naturali ne provoca un aumento smisurato del numero di questi animali, che li spinge a divenire ancora più aggressivi e a danneggiare seriamente le popolazioni di pesci native.

## Descrizione

### Dimensioni
Misura mediamente circa un metro di lunghezza, per un peso che raggiunge i 15 kg: può tuttavia misurare fino a un metro e mezzo

### Aspetto
Il corpo ha forma allungata e cilindrica: sul dorso è presente una lunga pinna dorsale dai bordi arrotondati che conta fino a cinquanta raggi, mentre sul ventre è presente una pinna anale di forma simile a quella dorsale, ma più corta (al massimo 35 raggi).

La testa è massiccia e depressa anteriormente, con piccoli occhi posti all'incirca a metà della mascella ed una bocca assai larga e irta di denti.
La colorazione delle scaglie è piuttosto simile fra i giovanili e gli adulti (caso inusuale nella famiglia Channidae): generalmente essa è di colore bruno-giallastro, con variegature più chiare sui fianchi e sul dorso. Nella parte anteriore del corpo, le variegature tendono a separarsi nelle zone distali, mentre nella parte posteriore del corpo esse tendono invece ad essere contigue.

La colorazione è assai simile a quella dell'affine Channa maculata: tuttavia, le due specie possono essere riconosciute grazie alla presenza di due bande scure poste all'attaccatura della coda, che nella specie maculata tagliano completamente la coda in senso trasversale ed hanno bordi sfumati, mentre nella specie argus tendono (in particolare la banda più distale) ad essere irregolari in forma e dimensioni, senza aree sfumate.

## Biologia
La specie è tipica delle acque stagnanti e torbide con fondali fangosi ed abbondante vegetazione acquatica, come le risaie: qui questo pesce si muove silenzioso, appostandosi a poca distanza dalle prede per poi piombare loro addosso con un velocissimo scatto e dilaniarle coi forti denti da predatore.

### Respirazione
Vista la scarsa ossigenazione delle acque nelle quali è solito vivere, questo pesce ha sviluppato un particolare organo soprabranchiale, collegato all'aorta ventrale, che gli permette di respirare anche l'aria atmosferica: l'animale è anzi forzato a salire periodicamente a galla per inalare aria, o muore in breve tempo per soffocamento. Questo adattamento permette al pesce di rimanere anche per giorni fuori dall'acqua, mentre solo i giovani di questa specie sono in grado di muoversi attivamente strisciando da un corso d'acqua all'altro nei periodi di secca.

### Alimentazione
Si nutre prevalentemente di altri pesci, che spesso cattura tutti interi nella grande bocca: mangia però qualsiasi sostanza di origine animale che riesca a catturare e sopraffare, come molluschi, crostacei, invertebrati ed anfibi.

### Riproduzione
Durante il periodo riproduttivo, i maschi costruiscono dei nidi fatti con vegetazione acquatica, che fungono da attrazione per le femmine. La femmina depone le proprie uova (fino a mille) sui nidi, lasciando che il maschio le fecondi: ciascun esemplare può rilasciare i propri gameti numerose volte durante la stagione riproduttiva.

## Effetti ecologici della sua introduzione
Il primo documento che attesta la presenza di questo pesce nelle acque nordamericane risale al 2000, quando un pescatore fece esaminare un pesce sconosciuto che egli stesso aveva pescato in uno stagno a Crofton, nel Maryland: le autorità competenti videro la presenza della testa di serpente nell'area come un pericolo e decisero di ricorrere al dragaggio per eradicare la specie dal laghetto, nel quale furono infine rinvenuti una coppia adulta ed un centinaio di giovanili. Si scoprì che l'introduzione dell'animale nel laghetto era stata opera di un uomo che aveva comprato la coppia in un mercato di New York. Da questo episodio hanno avuto origine vari film di serie B ispirati alla vicenda, come Frankenfish e Snakehead Terror.
Quattro anni dopo, nelle acque del Potomac furono pescati diciannove di questi pesci, alcuni dei quali in fase riproduttiva: la loro presenza è tuttavia limitata ad un tratto di fiume compreso fra le Great Falls e la Baia di Chesapeake, dove l'eccessiva salinità dell'acqua frenerebbe l'avanzata di questo pesce, che non supera valori superiori al dieci per mille.
Nel 2008, in seguito ad un incidente avvenuto in un impianto di piscicoltura, numerosi esemplari di Channa argus fuggirono da un allevamento in Arkansas, andandosi a riversare in un bacino chiuso: si pensa che le recenti alluvioni che hanno colpito lo stato abbiano permesso a questi animali di raggiungere i fiumi Arkansas e Mississippi.
Sempre nel 2008, in estate, nella città di Ridgebury (New York) fu confermata una presenza massiccia di questi pesci: intervenne il dipartimento statale per la tutela della natura, che provvide a prelevare campioni di ciascuna specie ittica presente nella zona e successivamente ad avvelenare le acque con CFT-legumina, una forma liquida di rotenone.
La presenza di questo pesce pare inoltre stabile in alcune aree di Florida e California, mentre esemplari isolati vengono di tanto in tanto pescati nel New England. Il timore diffuso è che la specie possa raggiungere i Grandi Laghi, andando a distruggere gli ecosistemi locali.